# Sénat de la République (Colombie)
Pour les autres articles nationaux ou selon les autres juridictions, voir Sénat de la République.
IXe Congrès
Capitole national
Le Sénat de la République (en espagnol : Senado de la República) est la chambre haute du Congrès de la république de Colombie, issue de la nouvelle constitution du 4 juillet 1991.

## Système électoral
Le Sénat est doté de 108 sièges pourvus pour quatre ans, dont 100 pourvus au scrutin proportionnel plurinominal selon la méthode d'Hondt dans une seule circonscription nationale avec un seuil électoral de 2 %. Deux autres sièges sont réservés via une circonscription binominale aux communautés indigènes. Les candidats doivent alors avoir exercé la charge d'autorité traditionnelle dans leur communauté ou dirigé une organisation indigène.
Par ailleurs, conformément à l'accord de paix qui a transformé les Forces armées révolutionnaires de Colombie (FARC) en un parti politique nommé Force alternative révolutionnaire commune (FARC), devenu Parti des communs, cinq sièges dans chacune des chambres sont attribués d'office à ce parti.
Enfin, le candidat à la présidence ayant perdu la dernière élection présidentielle mais obtenu le plus de voix est membre de droit du Sénat.

### Éligibilité
- Jouir de ses droits civiques ;
- ne pas avoir effectué de prison ;
- être âgé d'au moins 30 ans.

## Présidence
| Fonction           | Nom                     | Parti |
| ------------------ | ----------------------- | ----- |
| Président          | Roy Barreras            | PH    |
| 1er vice-président | Miguel Ángel Pinto      | PLC   |
| 2e vice-président  | Honorio Henríquez       | CD    |
| Secrétaire général | Gregorio Eljach Pacheco | –     |